# Vall de Laguart

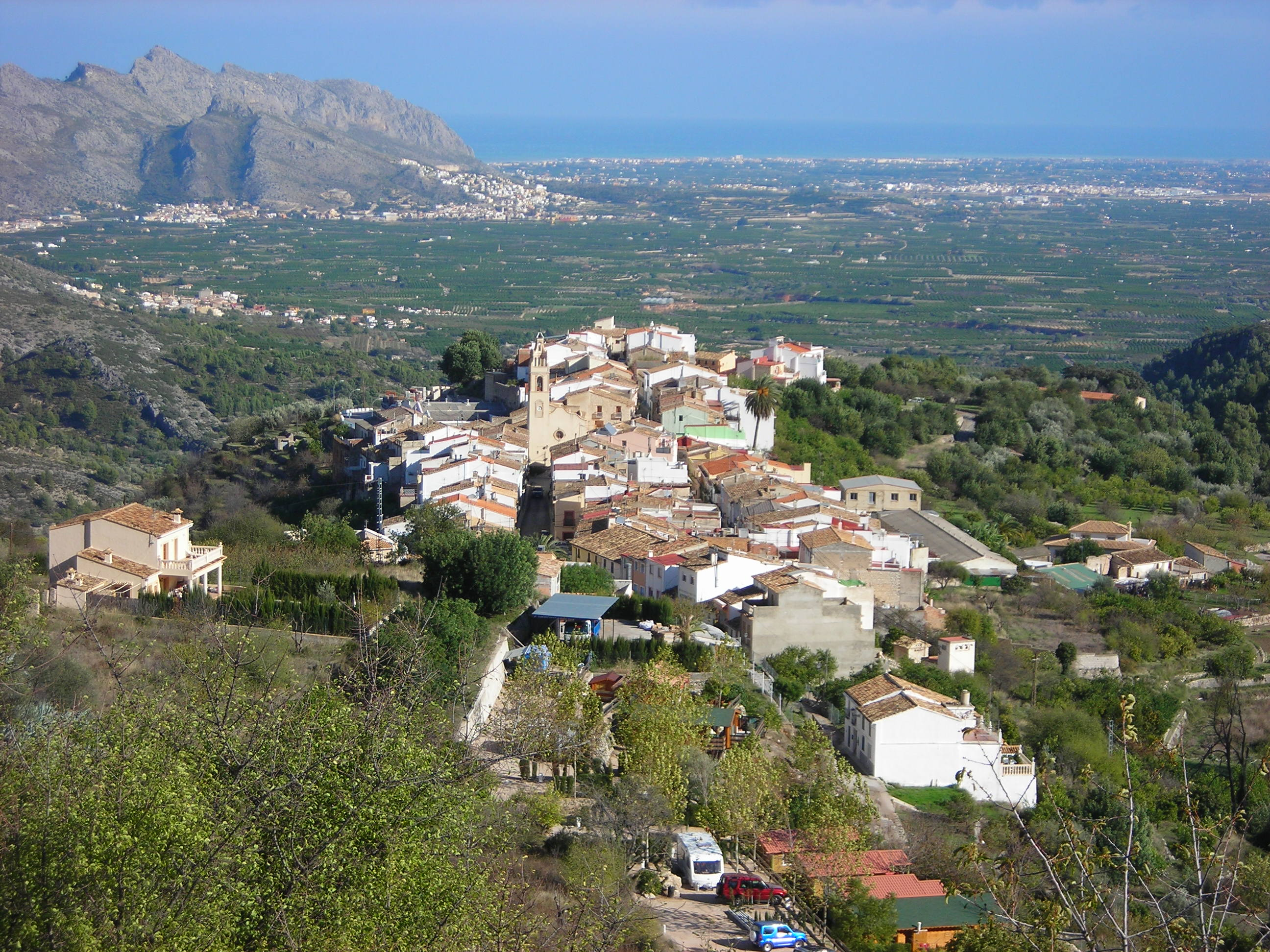
Vista de Campell

Vall de Laguart (en valenciano y oficialmente La Vall de Laguar) es un municipio de la Comunidad Valenciana perteneciente a la comarca de la Marina Alta, en la provincia de Alicante, España.

## Geografía
Situado a una media de 500 metros de altitud, se eleva entre dos sierras que conforman este hermoso valle. A un lado el barranco del Infierno, maravilla natural, formada por el río Girona, que separa la sierra de la Carrasca o de Ebo (de 1000 m s. n. m.) de la sierra del Migdia y atraviesa todo el valle hasta llegar al embalse de Isbert. Al otro lado, como un auténtico caballo dormido, la sierra del Cavall Verd o sierra del Penyó (de 800 m s. n. m. de altitud), con multitud de fuentes y manantiales.
Se puede acceder a este valle a través de la salida 62 (Ondara) y salida 63 (Benisa), de la autopista AP-7 E-15 dirección Orba, Vall de Laguart.

### Barrios y pedanías
Es uno de los valles del interior de la montaña de Alicante formado por los núcleos de Benimaurell (Poble de Dalt, «Pueblo de arriba»), Campell (Poble de Baix, «Pueblo de bajo»), Fleix (Poble d'Enmig, «Pueblo de Enmedio») —donde se sitúa el ayuntamiento— y Fontilles. Todos estos pueblos constituyen un solo municipio.

### Localidades limítrofes
Limita con los términos municipales de Benichembla, Castell de Castells, Murla, Orba, Tárbena y Vall de Ebo.

## Toponimia
El nombre proviene del árabe "Al-Agwar", que significa las cuevas.

## Historia
La historia cristiana de Vall de Laguart se puede decir que empieza en el siglo XIII, bajo el gobierno del legendario Al-Azraq. Este caudillo se levantó en armas contra los ataques de la corona de Aragón; sublevación que supuso un gran obstáculo para las conquistas del rey aragonés Jaime I.
Al llegar las tropas de Jaime I a las puertas de su dominio, Al-Azraq firmó un tratado, por el que se acordó una tregua de tres años y el vasallaje al rey aragonés.
En otoño de 1247 Al-Azraq rompió la tregua porque las tropas cristianas presionaban los territorios de su señorío, pero a su alzamiento siguieron diez años de exilio. En 1276 encabezó de nuevo una gran rebelión. A finales de abril de 1276 y al frente de un ejército sitió la ciudad de Alcoy cuyas defensas habían sido reforzadas con un grupo de Caballeros del Rey D. Jaime. La ciudad se encomendó a San Jorge y en la batalla Al-Azraq fue muerto provocando la huida de sus seguidores. En julio del mismo año muere también Jaime I, su hijo Alfonso acabará con la rebelión entre 1277 y 1278.

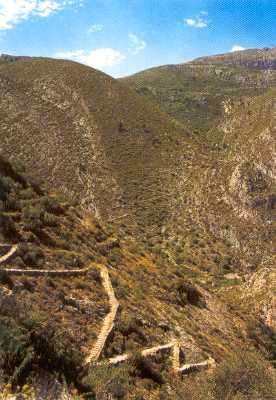
Barranco del Infierno (escalones moriscos)

Después de la pacificación de las montañas de la Marina, esta fue repartida entre los señores y guerreros catalanes y occitanos que acompañaban a Jaume I, quedando al margen del reparto los aragoneses salvo pequeñas excepciones. Pasados unos cuantos años. debido a la persecución de que eran objeto por parte de la Iglesia católica, los moriscos más rebeldes levantaron los ánimos de otros moriscos más dóciles y profanaron la parroquia de Santa Ana. Por motivo de todos estos disturbios, el emperador Carlos I publicó un decreto que obligaba a todos los moriscos a bautizarse. Muchos de ellos para no salir de estas tierras y perder sus bienes, se vieron obligados a ello, lo cual provocó nuevos disturbios. Este hecho obligó a Felipe II, como medida de prevención que, por sorpresa, fuesen desarmados todos los moriscos de todos las villas y lugares del Reino de Valencia. Su hijo, Felipe III, escuchando los reclamos de los cristianos sobre los abusos y sacrilegios e indisciplina de los moriscos, dictó el famoso decreto de expulsión. Dicho decreto de expulsión no afectó solamente al Reino de Valencia, sino también a todo el Reino de España.
Vall de Laguart fue último reducto de la sublevación de los moriscos valencianos. En noviembre de 1609, ante su debilidad se rindieron y fueron expulsados definitivamente y conducidos al norte de África. En el momento de la expulsión contaba en total con 180 casas de moriscos. El 14 de junio de 1611, Vall de Laguart era repoblado mediante escritura de nueva repoblación, por agricultores procedentes de la isla de Mallorca, descendientes de los antiguos repobladores catalanes de las islas. En el Diccionario de Madoz (1845-1850) aparece la siguiente descripción:

Se compone de 3 pueblos o barrios llamados Campell, Fleig y Benimaurell, todos los cuales forman un solo ayuntamiento, considerándose como cabeza el primero, al que van a votar los otros 2. [...] Comprende el valle 225 casas de mala fábrica, distribuidas de la manera siguiente: 95 en Campell, 44 en Fleig y 86 en Benimaurell; este último tiene una plaza y otra el primero, así como una casa para las juntas concejales, donde vive el alguacil, con su habitación para cárcel; hay escuela de niños a la que concurren 25 que desempeña el cura [...] y 2 cementerios para los 3 pueblos que no perjudican a la salud. Tiene también cada uno su abundante fuente de buenas aguas. El terreno es pedregoso, tenaz y secano. Los caminos son malos senderos. Producción: las más abundantes son trigo, algarrobos y cerezos; un poco de aceite, pasas y vino; mantiene sobre 800 cabezas de ganado lanar y hay caza de conejos y perdices. Industria: la agrícola y un molino en el barranco que solo muele en las avenidas.
Diccionario de Madoz

## Geografía humana

### Demografía
Cuenta con una población de 903 habitantes (INE 2024).
| Gráfica de evolución demográfica de Vall de Laguart entre 1842 y 2021 |
| |
| Población de derecho según los censos de población del INE. Población de hecho según los censos de población del INE.En este censo se denominaba Vall de Lahuar: 1842. En estos censos se denominaba Vall de Laguart: 1857, 1860, 1877, 1887, 1897, 1900, 1910, 1920, 1930, 1940, 1950, 1960, 1970, 1981 y 1991. |

| 1900 | 1910 | 1920 | 1930 | 1940 | 1950 | 1960 | 1970 | 1981 | 1991 | 2000 | 2005 | 2007 | 2019 |
| ---- | ---- | ---- | ---- | ---- | ---- | ---- | ---- | ---- | ---- | ---- | ---- | ---- | ---- |
| 1627 | 1429 | 1541 | 1585 | 1658 | 1628 | 1451 | 1261 | 1064 | 988  | 912  | 932  | 937  | 846  |

### Economía

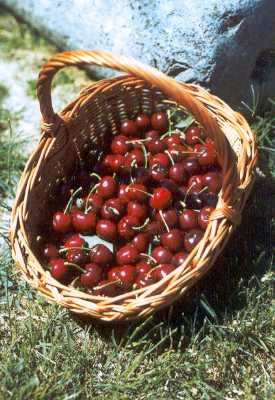
Cerezas con D.O.

La Vall de Laguar es un pueblo eminentemente agrícola. En algunas zonas la tierra se vuelve generosa, dotando a los bancales de gran fertilidad. En los aterrazamientos se recogen almendras, algarrobos, higos y aceitunas, pero sobre todo cerezas. En la primavera los cerezos en flor confieren al paisaje un delicado toque de color que da paso al verdor salpicado de 
rojo sangre de estos dulces frutos que tienen el sello de Denominación de Origen, Cerezas de la montaña de Alicante (Cireres de la Muntanya d'Alacant). Desafortunadamente, los ingresos por la venta de los frutos de la cereza y de la almendra, vienen declinando año tras año, debido a las compras en el extranjero por parte de los grandes comercios. En la última década, compensando la caída de ingresos por agricultura, ha venido tomando auge el turismo rural, lo que ha hecho que el valle se llene de alojamientos rurales de alquiler ( casas rurales, càmping, hotel) desde donde disfrutar de las maravillas que ofrece al visitante este valle morisco.

## Administración
| Periodo   | Nombre                                    | Partido        |
| --------- | ----------------------------------------- | -------------- |
| 1979-1983 | José Oliver Vicens                        | IND            |
| 1983-1987 | José Oliver Vicens                        | IND            |
| 1987-1991 | José Vicente Puchol Vicens                | IND            |
| 1991-1995 | José Vicente Puchol Vicens                | IND            |
| 1995-1999 | Juan José Puchol Riera                    | EUPV           |
| 1999-2003 | Juan José Puchol Riera                    | EUPV           |
| 2003-2007 | Juan José Puchol Riera                    | PSPV-PSOE      |
| 2007-2011 | Juan José Puchol Riera Francisco Gilavert | PSPV-PSOE PPCV |
| 2011-2015 | Francisco Gilavert                        | PPCV           |
| 2015-2019 | Francisco Gilavert                        | PPCV           |
| 2019-2023 | Carles Mengual Mengual                    | Compromís      |

## Monumentos y lugares de interés
- Castillo de Vall de Laguart. Se encuentra en la entrada del valle, sobre una altura topográfica de poco más de 350 m s. n. m. Situado en la cima, sobre caras cortadas en vertical en la orientación norte, se observan los restos de muros realizados en tapial de consistencia dura. Se trata de alienaciones rectilíneas que delimitan dos recintos de planta rectangular, parcialmente excavados en la roca. En el lado de poniente el muro se encuentra desdoblado, con evidencias de separación entre las hojas constructivas, el recinto al que puede pertenecer se encuentra derruido. Está claro que se trata de una construcción singular que, en algún momento, conformó una instalación especial, probablemente un recinto fortificado.

- Torre de la Casota. Se trata de los restos de un edificio de planta rectangular, de unos 10 × 7 metros, y de más de 3,5 metros de altura conservada. Por la tipología de las tapias que lo conforman, de 119 cm de ancho, se corresponde con una construcción de tipo militar, una torre que combinaría las funciones de guardia y defensa desde un punto estratégico. La construcción puede datarse entre finales del siglo XI y mediados del siglo XIII, en la época almohade, coincidiendo con un momento de fortificación del territorio andaluz ante el avance de los reinos cristianos.

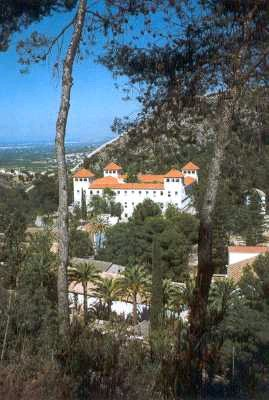
Fontilles

- Ayuntamiento. El centro institucional y administrativo se encuentra en Fleix.

- Ermita de San José. Ubicada entre Campell y Fleix, en ella se guarda la imagen de San José.

- Iglesia parroquial de Santa Ana (Campell). Muestra una planta rectangular con cubierta a dos aguas y nave cubierta con bóveda de cañón, pasillos laterales con capillas.

- Iglesia parroquial de Santa Teresa y San Pascual (Fleix). Se trata de un sencillo edificio que consta de una sola nave de planta rectangular con cubierta a dos aguas y capillas laterales.

- Iglesia parroquial Santos Cosme y Damián (Benimaurell). Consta de una sola nave de planta rectangular con cubierta a dos aguas y capillas laterales. Todas ellas datan del siglo XVIII, siguiendo el modelo mediterráneo.

- Fontilles. Sanatorio San Francisco de Borja. Es un sanatorio para enfermos de lepra, un espacio abierto enclavado en el término municipal de La Vall de Laguar. Este sanatorio se creó por la iniciativa del jesuita Padre Carlos Ferris y D. Joaquín Ballester en 1909.

Existen numerosas fuentes naturales de aguas puras y cristalinas. Entre ellas cabe destacar Fuente del Camusot, Fuente de los Dornajos, Fuente del Hielo, Fuente de Isber, Fuente del Peñón, Fuente del Reinós, Fuente de Fontilles y muchas más.
El término dispone de diversas rutas senderísticas de gran interés. Una de las rutas más interesantes es la del mencionado barranco del Infierno.

## Fiestas
- San Antonio Abad. Se celebra el 17 de enero, según la tradición arraigada en estos pueblos desde antaño.

- Fiestas patronales. Los festejos patronales se inician en el mes de mayo con la celebración de la festividad en honor de San Pascual (Fleix). En julio en honor a Santa Ana (Campell). En honor a San Ignacio de Loyola, el 31 de julio (Fontilles). A mediados de agosto la fiesta de los patronos San Cosme y San Damián (Benimaurell) y a primeros de septiembre en honor a Santa Teresa (Fleix).